# Slavinja
Slavinja (izvirno srbsko Славиња, bolgarsko Славиня) je naselje v Srbiji, ki upravno spada pod Občino Pirot; slednja pa je del Pirotskega upravnega okraja.

## Demografija
V naselju živi 49 polnoletnih prebivalcev, pri čemer je njihova povprečna starost 61,4 let (51,8 pri moških in 69,2 pri ženskah). Naselje ima 29 gospodinjstev, pri čemer je povprečno število članov na gospodinjstvo 1,69.
Prebivalstvo je večinoma nehomogeno.
|  |

| Demografija | Demografija     | Demografija     |
| Leto        | Št. prebivalcev | Št. prebivalcev |
| ----------- | --------------- | --------------- |
|             |                 |                 |
|             |                 |                 |
|             |                 |                 |
|             |                 |                 |
| 1948        | 403             |                 |
| 1953        | 358             |                 |
| 1961        | 285             |                 |
| 1971        | 188             |                 |
| 1981        | 123             |                 |
| 1991        | 81              | 81              |
| 2002        | 49              | 49              |
|             |                 |                 |

| Etnična sestava po popisu iz leta 2002 | Etnična sestava po popisu iz leta 2002 | Etnična sestava po popisu iz leta 2002 | Etnična sestava po popisu iz leta 2002 | Etnična sestava po popisu iz leta 2002 |
| -------------------------------------- | -------------------------------------- | -------------------------------------- | -------------------------------------- | -------------------------------------- |
| Bolgari                                | Bolgari                                |                                        | 26                                     | 53,06%                                 |
| Srbi                                   | Srbi                                   |                                        | 23                                     | 46,93%                                 |
| Neznano                                | Neznano                                |                                        | 0                                      | 0,0%                                   |